# Morerella cyanophthalma
Morerella cyanophthalma es una especie de anfibios de la familia Hyperoliidae.  Es monotípica del género Morerella.
Es endémica del parque nacional del Banco y del parque nacional de Azagny (Costa de Marfil).
Se encuentra amenazada por la pérdida de su hábitat natural.